# Aaron Burr
Aaron Burr (Newark, 6 febbraio 1756 – Staten Island, 14 settembre 1836) è stato un politico e banchiere statunitense, membro del Partito Democratico-Repubblicano. Nel corso della sua carriera politica ricoprì sia la carica di deputato dello stato di New York sia di senatore, prima di essere eletto vicepresidente degli Stati Uniti d'America sotto la presidenza di Thomas Jefferson dal 1801 al 1805.
Dapprima membro del partito federalista, Burr passò nel 1791, grazie all'influenza esercitata dall'allora governatore dello Stato di New York George Clinton, al Partito Democratico-Repubblicano. Durante il suo mandato di vicepresidente divenne famoso per avere ucciso in un duello il suo rivale politico Alexander Hamilton e per essere stato in seguito accusato di alto tradimento, a causa di un presunto piano di secessione di alcuni dei territori dell'ovest. Rilasciato nel 1807 per assenza di prove, rimane a tutt'oggi uno dei personaggi più controversi della storia degli Stati Uniti d'America.

## Biografia

### Infanzia e adolescenza

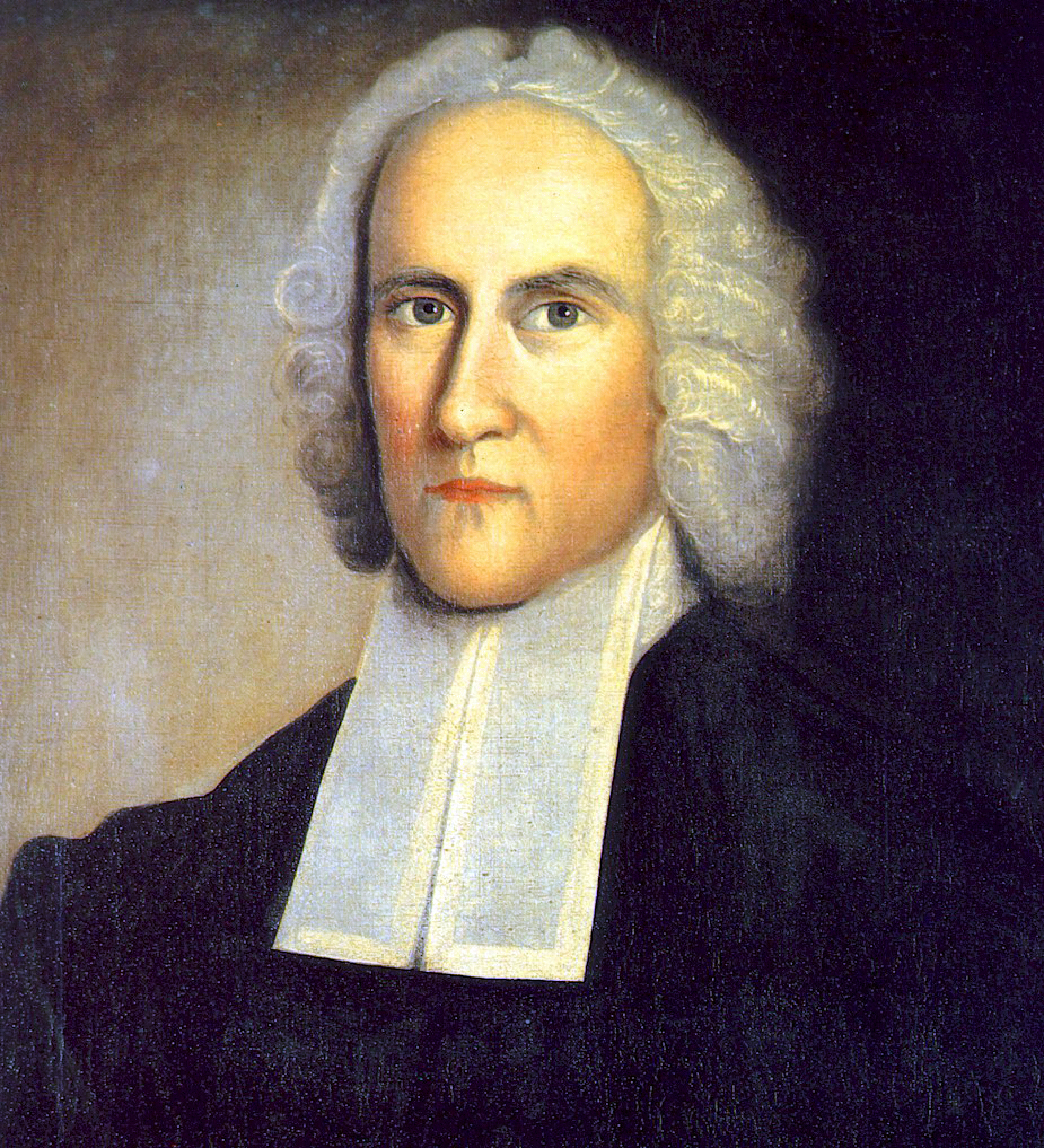
Jonathan Edwards, il nonno di Burr

Burr nacque a Newark, nel New Jersey, nel 1756 dal reverendo Aaron Burr Senior, ministro presbiteriano e secondo presidente del College of New Jersey, e da Esther Edward, figlia di Jonathan Edwards, un celebrato teologo calvinista. Nel 1757 morì improvvisamente suo padre e un anno più tardi anche sua madre. Il piccolo Burr e sua sorella Sally, di due anni più grande, furono quindi affidati in custodia a diversi parenti, trasferendosi tra Massachusetts, Pennsylvania e New Jersey, fino a quando vennero adottati dallo zio Timothy Edwards, che si prese cura della loro crescita ed educazione.
All'età di undici anni lo zio lo iscrisse al College of New Jersey, che però lo rifiutò a causa della sua giovane età. Burr proseguì quindi i suoi studi per ulteriori due anni a casa dello zio. Nel 1769 fu infine accettata la sua iscrizione e nel giro di tre anni concluse i suoi studi. Il periodo trascorso presso il college influenzò in maniera decisiva il modo di pensare del giovane Burr: sotto la direzione dell'allora preside John Witherspoon, l'istituto si era infatti affermato come una delle istituzioni più radicali nel nuovo mondo, che non esitava, in seguito all'aumentare delle tensioni tra le colonie inglesi e la madrepatria, a criticare apertamente la politica del Regno Unito in Nord America.
Dopo aver conseguito la laurea, Burr continuò i suoi studi in teologia, inizialmente ancora al College of New Jersey e in seguito presso il pastore presbiteriano Joseph Bellamy, che però abbandonò dopo due anni. Iniziò quindi a studiare legge a Litchfield, seguendo i corsi tenuti da suo cognato Tapping Reeve, ma interruppe gli studi nel 1775 allo scoppio della rivoluzione americana.

### Guerra di indipendenza

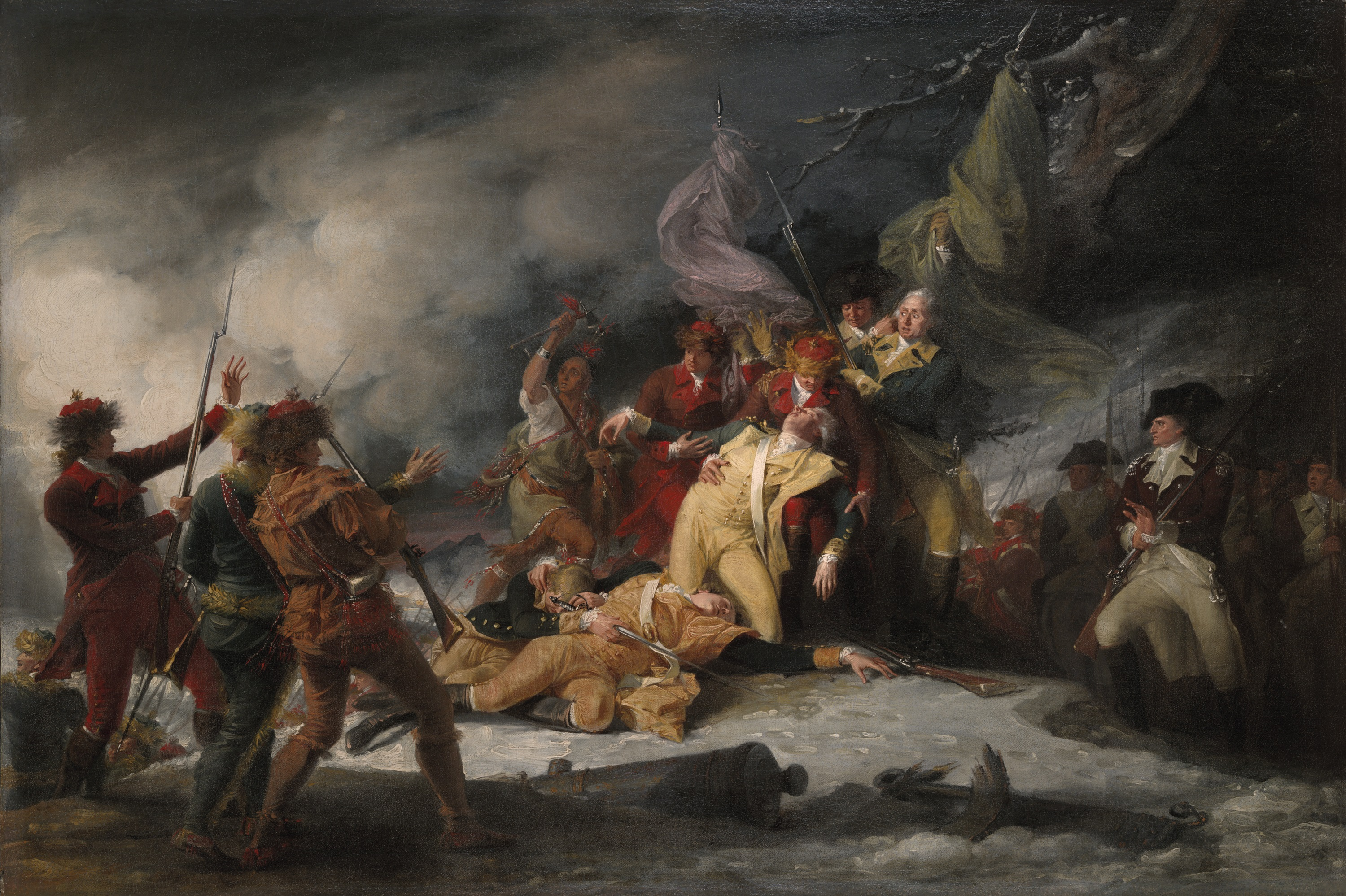
The Death of General Montgomery in the Attack on Quebec; questo dipinto di John Trumbull del 1786 divenne una delle icone della rivoluzione americana. Il pittore non ha ritratto Burr, ma il suo amico Matthias Ogden, anche se egli all'epoca era ricoverato in un ospedale da campo e non poteva aver partecipato alla battaglia

Quando nel 1775 scoppiò la guerra di indipendenza, Burr si arruolò insieme al suo amico Matthias Ogden come volontario nell'esercito continentale. Nel settembre dello stesso anno partecipò alla campagna militare organizzata da Benedict Arnold nel Maine per attaccare la fortezza britannica nella città di Québec. Lo scopo di tale operazione era quella di inviare rinforzi alle truppe di Richard Montgomery che, fino ad allora, nel corso dell'invasione americana del Canada, erano state vittoriose. Dopo aver raggiunto le truppe di Montgomery, Burr fu promosso da Arnold aiutante di campo. Sempre lo stesso anno, il 31 dicembre, Burr si fece notare per il tentativo eroico di recuperare la salma del generale Montgomery, che era caduto nel corso della battaglia di Québec. Tale impresa gli valse nel 1776 anche l'elogio da parte del Congresso continentale, ma, ciò nonostante, Burr non ricevette nessuna promozione.
Al termine della campagna militare in Canada, Burr ritornò nella primavera del 1776 a New York, dove all'epoca si trovava anche George Washington. Qui fu assegnato, su raccomandazione di Joseph Reed, a servire sotto il comando di Washington, ma fu successivamente riassegnato al generale Israel Putnam. Durante l'attacco inglese all'isola di Manhattan nel corso dello stesso anno, Burr si fece nuovamente notare quando, grazie alla sua prontezza, riuscì a evitare che le truppe dell'esercito continentale venissero accerchiate. Tuttavia l'azione di Burr non venne menzionata il giorno seguente da Washington, fatto che spinse Burr a ritenere l'atteggiamento di Washington ostile nei suoi confronti. Nel luglio del 1776 Burr fu promosso al grado di tenente colonnello e gli fu assegnata la difesa dei territori di New York e del New Jersey, assumendo di fatto il comando del reggimento di William Malcolm. Il successo più importante che riuscì a ottenere ricoprendo questa carica fu la cattura di un piccolo contingente britannico che era stato inviato in esplorazione presso Hackensack, nel settembre 1777. Successivamente fu trasferito, insieme al suo reggimento, in Pennsylvania per partecipare alla liberazione delle città di Filadelfia, dove pare che sia anche riuscito a scongiurare un ammutinamento tra le proprie truppe.
L'ultima azione militare alla quale prese parte fu la battaglia di Monmouth il 28 giugno 1778, dove fu, come molti, vittima di un colpo di sole che gli creò disturbi per molti anni. Sempre in tale occasione il suo reggimento venne decimato dall'artiglieria britannica. A inasprire ulteriormente le relazioni tra Burr e Washington si aggiunsero la condotta del futuro primo presidente nel corso della battaglia, che Burr ritenne non appropriata, e il processo che si tenne in seguito nei confronti del generale Charles Lee. Nel gennaio 1779 venne infine trasferito nella Contea di Westchester, a nord di Manhattan, dove dall'inizio del conflitto passava il confine tra i due schieramenti. Come ufficiale responsabile della difesa della Westchester County, Burr riuscì a reclutare nuovi sostenitori tra la popolazione locale e ad organizzare una rete di spie per monitorare i movimenti del nemico. In seguito, però, a causa del vistoso peggioramento delle sue condizioni di salute, fu costretto, nel marzo del 1779, a dare le dimissioni, per poi essere congedato dall'esercito continentale.
Terminata la sua carriera militare, Burr riprese i suoi studi in legge, anche se continuò a partecipare occasionalmente a missioni per i generali dell'esercito continentale, come fece ad esempio in più di un'occasione per Arthur St. Clair. Il 5 luglio 1779 partecipò agli ordini del capitano James Hillhouse, assieme a un gruppo di studenti dell'Università Yale, a un'azione contro gli inglesi nei pressi di New Haven, che sortì l'effetto di respingere l'avanzata nemica. Terminati gli studi, nel 1782 Burr entrò a far parte di uno studio legale ad Albany e l'anno seguente, dopo l'allontanamento delle truppe inglesi e la fine della guerra, cominciò a praticare l'avvocatura a New York.

### Carriera politica

#### I primi anni

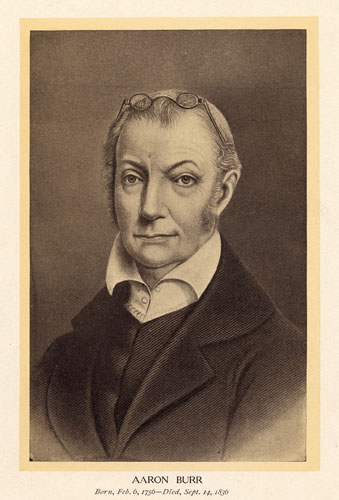
Aaron Burr

Nel 1778 Burr incontrò per la prima volta Theodosia Prevost, la quale sarebbe divenuta in seguito sua moglie, anche se all'epoca era ancora sposata con un ufficiale inglese. Questo però non impediva che la donna nutrisse una profonda simpatia per la causa rivoluzionaria, tanto che la sua tenuta "The Hermitage" nel New Jersey era diventata un punto di ritrovo per molti membri di spicco della rivoluzione e soldati. Nel 1781, dopo essere stato inviato in Giamaica, il marito di Theodosia morì di febbre gialla; neanche un anno dopo, il 2 luglio 1782, ella si risposò con Aaron Burr. La coppia ebbe due figlie, delle quali però solo una raggiunse l'età adulta. Il matrimonio fu più volte funestato dalle fin troppo fragili condizioni di salute di Theodosia, che morì infine nel 1794 all'età di 48 anni.
Nel 1781 lo Stato di New York approvò un'ordinanza che proibiva a tutti gli avvocati che si erano schierati a favore degli inglesi o che avevano apertamente dimostrato simpatie nei confronti del Regno Unito di esercitare la professione. Dal momento che alla maggior parte dei legali in città era stata sospesa la licenza, per i giovani avvocati, quali erano Burr o il suo futuro rivale Alexander Hamilton, si aprirono diverse possibilità per mettere alla prova le proprie capacità. Burr divenne ben presto membro dell'élite nel suo campo e spiccò tra i suoi colleghi avvocati per i suoi clienti illustri e per gli alti onorari. Sia lui sia Hamilton raggiunsero una tale fama a New York da aggiudicarsi quasi tutti i maggiori processi.

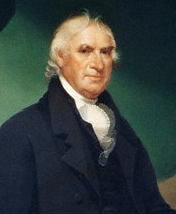
George Clinton, primo governatore dello stato di New York

La carriera politica di Burr ebbe invece inizio con la sua nomina a deputato nello Stato di New York nel 1784, dove si fece prevalentemente notare per le sue assenze e la scarsa partecipazione alle discussioni politiche. Questo non impedì però che venisse rieletto nel 1785. Il suo secondo mandato come deputato fu segnato da un maggiore impegno, che gli valse in diverse occasioni la nomina in alcune commissioni d'inchiesta istituite in quel periodo. Di rilievo durante il suo secondo mandato fu una sua proposta di legge per l'immediata abolizione della schiavitù nello Stato di New York, anche se, in aperta contraddizione a questa sua mozione per l'epoca radicale, lo stesso Burr continuava a tenere alcuni schiavi per le faccende domestiche. Fu infine proposto nel 1788 come membro della delegazione con il compito di ratificare per conto dello Stato di New York la costituzione degli Stati Uniti d'America, ma rifiutò l'incarico.
In questo periodo le discussioni riguardo a diversi aspetti della costituzione erano alla base di intensi confronti politici nei diversi Stati. A New York, in particolare, si erano formati tre schieramenti contrapposti che facevano a capo a tre tra le più importanti e influenti famiglie della città: i Clinton, i Livingston e gli Schuyler. L'egemonia era inizialmente esercitata dallo schieramento dei sostenitori della famiglia Clinton, che potevano contare sull'appoggio del governatore di New York George Clinton a favore di una posizione antifederalista. Per contrastare lo strapotere di questa fazione, Burr e Hamilton diedero il via a una campagna per sostenere il loro candidato federalista Robert Yates, che però non riuscì a vincere le elezioni per divenire governatore. Clinton offrì allora a Burr la carica di procuratore generale dello Stato di New York, nella speranza di riconciliare le parti e di convincerlo a sostenere in futuro la causa antifederalista.

#### Il periodo da senatore

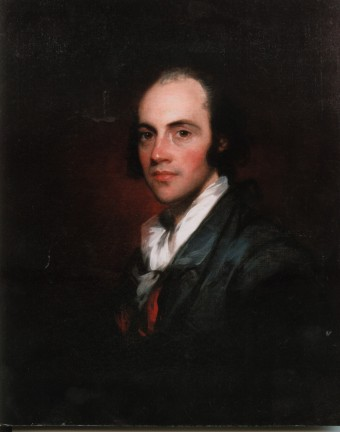
Aaron Burr ritratto nel 1793, probabile opera di Gilbert Stuart, New Jersey Historical Society, Newark

Nel 1791 il già fragile rapporto tra Burr e Hamilton, che nel frattempo era divenuto segretario al tesoro, venne definitivamente compromesso da una serie di divergenze. Il governatore Clinton propose infatti Burr come senatore dello Stato di New York per sostituire l'allora senatore in carica Philip Schuyler, suocero di Hamilton e forte sostenitore della causa federalista. Pertanto Burr si alleò con l'allora cancelliere di New York Robert R. Livingston, che fino ad allora risultava tra i principali sostenitori di Hamilton. Grazie all'appoggio di Clinton e di Livingston, nel marzo 1791 Burr riuscì a sconfiggere Schuyler e ad essere eletto senatore. Poco dopo Burr partecipò insieme ad altri due tra i principali esponenti della causa antifederalista, James Madison e Thomas Jefferson, a un incontro segreto. Per evitare ogni sospetto, i tre si incontrarono nei boschi di New York con il pretesto di raccogliere erbe officinali. Se pure in seguito la notizia di tale incontro sia trapelata, resta tuttora un mistero su cosa i tre abbiano discusso e non si può escludere che in tale occasione possano aver gettato le basi di quello che sarebbe poi divenuto il Partito Democratico-Repubblicano.
Ben presto, potendo contare su un gruppo di fedeli elettori, di notevoli appoggi sia negli Stati del sud sia nello Stato di New York e di molti simpatizzanti nel partito repubblicano, Burr riuscì a consolidare e ampliare il suo potere. Tra i suoi più convinti sostenitori vi erano alcuni dei maggiori alleati di Clinton, quali Marinus Willett, Melancton Smith e Peter Van Gaasbeck, ai quali in seguito si aggiunsero anche Matthew L. Davis, John Swartwout, Robert Swartwout, Samuel Swartwout e Peter Irving. Pertanto nel 1792, in seguito allo scandalo elettorale che travolse Clinton durante le elezioni per un nuovo governatore dello Stato di New York, molti proposero Burr come suo successore; ciò nonostante, Burr si batté in tribunale per far riconoscere la vittoria elettorale di Clinton nei confronti di John Jay, sebbene nel corso del processo fossero emerse diverse irregolarità e vi fosse il sospetto di brogli elettorali. Nello stesso anno Burr si candidò come vicepresidente degli Stati Uniti, ma la sua nomina fu respinta sia da James Monroe sia da James Madison, che candidarono invece al suo posto George Clinton, anche se alla fine il posto di vicepresidente andò a John Adams. Pare inoltre probabile che in tale occasione Hamilton abbia tramato un complotto nei confronti di Burr per cercare di screditarlo, come sembra emergere da alcune lettere in cui Hamilton motiva la sua opposizione tanto ostinata all'elezione di Burr come un dovere non solo morale e politico, ma persino religioso.
A favorire ulteriormente la carriera di Burr vi furono anche il provvisorio ritiro dalla scena politica di Thomas Jefferson e la nomina di James Monroe ad ambasciatore a Parigi, che privò il senato americano di due dei più importanti esponenti di quel periodo. Di conseguenza spettò a Burr l'onere di assumere la difesa di Albert Gallatin, la cui carica di segretario del tesoro era stata messa a rischio dalla maggioranza federalista al Congresso e al senato. Nel 1794 fece parte di una piccola fazione che si oppose alla ratifica del trattato con l'Inghilterra. Contrariamente alla maggioranza dei deputati e senatori Burr era favorevole a un trattato con la Francia piuttosto che con il Regno Unito. Sempre nello stesso periodo il rapporto tra Burr e Washington, che aveva già risentito delle loro divergenze nel corso della guerra di indipendenza, si ruppe definitivamente quando a Burr, su ordine di Washington, fu proibito l'accesso agli archivi della guerra di indipendenza, di fatto precludendogli la possibilità di realizzare un libro sugli eventi storici che lo avevano visto protagonista.
Lo stesso anno, quando la Francia respinse la nomina di ambasciatore degli Stati Uniti di Morris, Monroe e Madison proposero Burr al suo posto, ma Washington negò l'assegnazione, motivando che non avrebbe affidato un incarico tanto delicato a una persona della cui integrità morale non si fidava. Come era avvenuto per la sua candidatura a vicepresidente, pare che anche in tale occasione il contributo di Hamilton sia stato determinante per influenzare la decisione di Washington. Ciò nonostante, Burr riuscì nell'intento di rafforzare la sua posizione politica e riteneva di avere buone possibilità di ottenere il posto di vicepresidente all'elezione presidenziale del 1796. Forte del sostegno di John James Beckley e sapendo che il suo rivale alla vicepresidenza George Clinton non rappresentava più una minaccia per lui, Burr decise di recarsi a Monticello per incontrare Thomas Jefferson e sottoporgli la sua candidatura. Tuttavia, nell'intento di cercare di ottenere voti anche da parte dei suoi avversari, Burr diede l'impressione a Beckley di essere più preoccupato dei suoi interessi di quanto non gli stesse a cuore il bene del partito, motivo per il quale quest'ultimo decise di ritirare il suo appoggio. Nelle elezioni Burr venne quindi sconfitto, finendo per raccogliere soli 30 voti e piazzandosi al quarto posto.

#### Il periodo da deputato

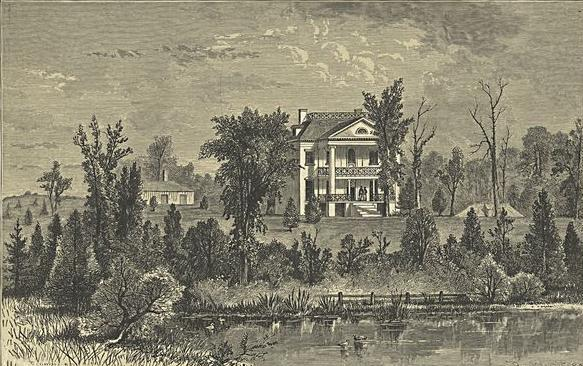
Nel 1797 Burr acquisì la tenuta di Richmond Hill

Il mandato da senatore di Burr terminò nel 1797, quando grazie alla maggioranza federalista nel parlamento dello Stato di New York fu eletto senatore Philip Schuyler. Burr si candidò quindi come deputato nel parlamento dello Stato di New York, dove fu eletto per due mandati consecutivi, ciascuno della durata di un anno, nel 1798 e nel 1799. In questa veste cercò di convincere alcuni dei deputati federalisti a sostenere la causa repubblicana, come avvenne ad esempio con Jedediah Peck, che passò in quel periodo al partito repubblicano. Sempre in questo periodo riuscì anche a fare approvare un disegno di legge per la progressiva abolizione della schiavitù nello Stato di New York. Il periodo da deputato fu però anche segnato da costanti difficoltà economiche, che portarono Burr in diverse occasioni sull'orlo del fallimento e che certamente lo devono aver spinto ad avanzare proposte di legge per modificare l'allora procedimento fallimentare che era in vigore nello Stato di New York. Ciò non gli impedì tuttavia di investire nell'acquisto di nuovi terreni negli ancora selvaggi territori occidentali dello Stato di New York.
Nel 1799 Burr, nonostante le sue condizioni economiche relativamente precarie, riuscì a fondare una banca, superando il duopolio degli unici due istituti di credito presenti nello Stato di New York, la Bank of New York e la First Bank of the United States, su cui i federalisti esercitavano un ferreo controllo che penalizzava i repubblicani. Per riuscire però nel suo intento, Burr dovette usare l'inganno, proponendo al Congresso di acconsentire alla creazione di una società per azioni con partecipazione pubblica per la costruzioni di un nuovo acquedotto per New York, al fine di migliorare le disastrose condizioni igienico-sanitarie della città. La proposta fu sottoposta all'attenzione del Congresso nel marzo del 1799 nel corso dell'ultima seduta utile prima di una sospensione dei lavori di diverse settimane, giustificando il suo inserimento nell'ordine del giorno con l'urgenza del provvedimento. Lo stesso giorno Burr fece aggiungere alla sua proposta una clausola che permetteva alla società di reinvestire gli esuberi e i profitti, di fatto consentendole di fondare altre società. Visti la scarsa presenza dei deputati e il loro disinteresse per tale mozione, la proposta fu approvata celermente dal Congresso. Già a settembre dello stesso anno la Manhattan Company, la società incaricata della costruzione dell'acquedotto, disponeva delle risorse necessarie per fondare il nuovo istituto di credito, che in seguito divenne la Chase Manhattan Bank, uno degli istituti di credito più grandi al mondo. Ciò nonostante i lavori dell'acquedotto andarono a rilento e furono completati solo nel 1839. Nel frattempo, invece, Burr, la cui situazione finanziaria era sempre stata segnata da condizioni precarie, risultava già nel 1802 in debito di 65 000 dollari nei confronti della nuova banca.
Di rilievo divenne la figura di Burr nel 1800, quando, ormai prossimi alla quarta elezione della carica presidenziale nella storia degli Stati Uniti, parve ormai inevitabile che lo Stato di New York fosse destinato a divenire l'ago della bilancia della votazione. La nomina dei deputati e dei due senatori newyorkesi divenne quindi di centrale importanza per il partito repubblicano. Grazie alla sua influenza Burr riuscì a convincere alcuni dei più importanti esponenti della città di New York, quali il ministro delle poste Samuel Osgood, Horatio Gates, Henry Brockholst Livingston e George Clinton a candidarsi per il partito repubblicano. Sempre in tale occasione fece anche trasformare la tenuta di Richmond Hill nel quartier generale della sua campagna elettorale. Per valutare al meglio possibili alleati e rivali, fece stilare per ogni potenziale candidato al Congresso un dossier informativo che ne valutava simpatie e tendenze politiche. Organizzò persino una squadra di attivisti che avevano il compito di accompagnare gli anziani alle urne, convincendoli a votare a favore di Burr. Grazie a questi suoi sforzi, tutti e 13 i seggi dello Stato di New York al Congresso andarono al partito repubblicano e anche Burr venne eletto deputato per conto della Contea di Orange.

### Vicepresidenza

#### L'elezione del 1800

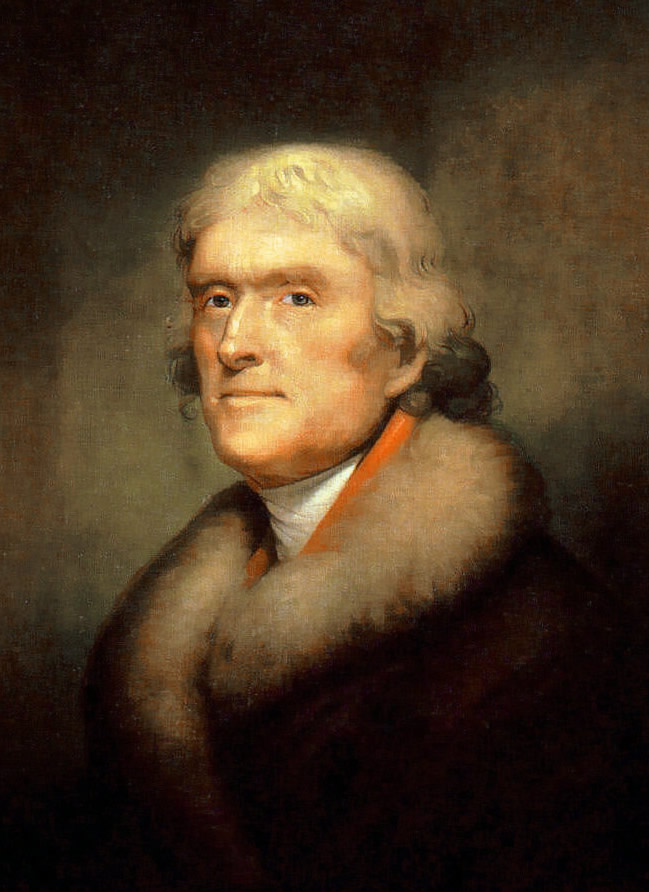
Thomas Jefferson ritratto da Rembrandt Peale nel 1805

Dopo il successo della campagna elettorale, il partito repubblicano diede inizio ai dibattiti per scegliere i propri candidati alle elezioni. Appariva a tutti chiaro che Thomas Jefferson sarebbe stato il candidato presidente, mentre per la vicepresidenza sembrava opportuno individuare un rappresentante tra i deputati al Congresso dello Stato di New York. Così tra i possibili candidati vi furono, oltre a Burr, Clinton e Robert R. Livingston, ma infine la scelta ricadde sul primo. Sorprendentemente sia Burr sia Jefferson vinsero l'elezione con lo stesso numero di 73 voti, di fatto rendendoli entrambi potenziali candidati alla presidenza. La legge elettorale allora in vigore prevedeva in tal caso un ballottaggio da effettuare alla Camera dei rappresentanti, che avrebbe deciso quale dei due candidati sarebbe divenuto presidente. Tuttavia per vincere l'elezione serviva una maggioranza semplice, e il partito repubblicano aveva solo 8 dei 16 seggi, mentre gli altri erano in mano ai federalisti, rendendo necessari dei negoziati politici.
Nelle negoziazioni che seguirono molti in seno al partito rinfacciarono a Burr il non volersi fare da parte per favorire l'elezione di Jefferson, ovvero il candidato su cui tutti erano d'accordo. I federalisti inoltre fiutarono l'opportunità per sostenere Burr e tentare così di incrinare l'opposizione e di convincerlo all'ultimo momento a cambiare schieramento in cambio della presidenza. Questo contesto estremamente precario favorì la circolazione di supposizioni e accuse di possibili complotti e intrighi da parte di Burr, anche se mai nessuna di queste accuse poté essere dimostrata. Per molti storici, infatti, il fatto che Burr non abbia mai negato pubblicamente di essersi rifiutato di accettare l'appoggio che gli era stato offerto dai federalisti è la prova che Burr abbia quantomeno tentato di tramare un complotto elettorale a discapito di Jefferson. Vista quindi la situazione di stallo nella quale si trovavano entrambi i candidati, si dovette ripetere la votazione per ben 35 volte prima di riuscire a raggiungere una maggioranza semplice, che fu possibile solo quando i delegati federalisti degli Stati di Vermont, Maryland, Delaware e Carolina del Sud, dopo sei giorni consecutivi di votazioni, decisero di astenersi. Jefferson fu quindi eletto presidente e Burr vicepresidente. Pare che anche in questa occasione il ruolo di Hamilton, che originariamente si era opposto in modo deciso alla nomina di Jefferson, abbia giocato un ruolo decisivo nella sconfitta di Burr, dal momento che riteneva Jefferson il male minore tra i due. Come conseguenza di questa elezione tanto turbolenta, nel 1804 fu modificato l'iter elettorale presidenziale, stabilendo nell'articolo 12 della costituzione che le elezioni di presidente e vicepresidente si svolgessero in due sedute separate.

#### Il mandato da vicepresidente

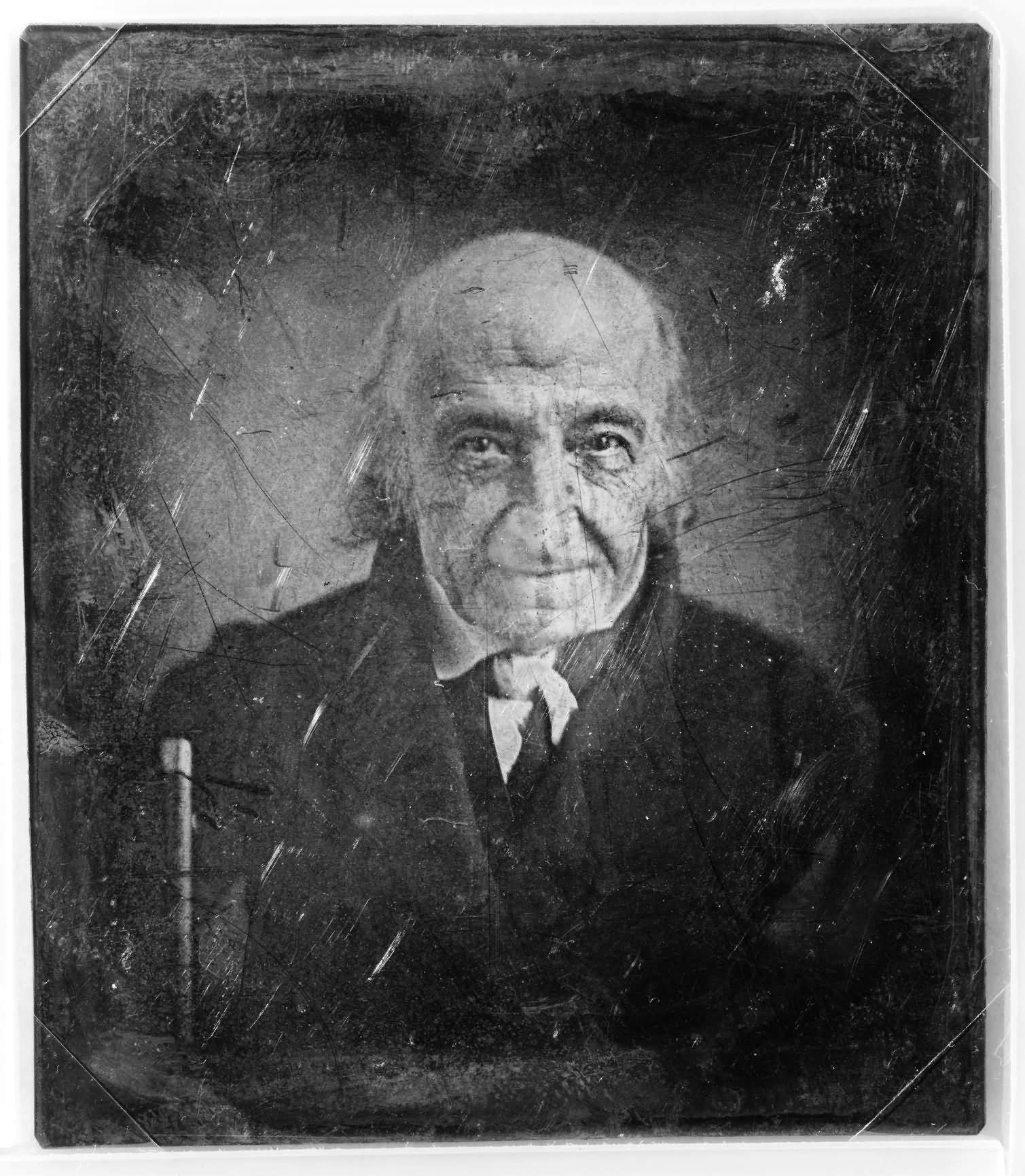
Albert Gallatin, segretario al tesoro di Jefferson

Burr venne nominato vicepresidente il 4 marzo 1801, lo stesso giorno nel corso nel quale prestò giuramento Jefferson. I primi mesi furono caratterizzati da una profonda sfiducia da parte di Jefferson nei confronti di Burr, che fu certamente alimentata dalle voci che lo accusavano di aver tramato durante l'elezione presidenziale contro di lui. Ciò nonostante, Jefferson si sforzò di mantenere quantomeno un'apparenza di normalità, ma già nel corso delle prime settimane fu evidente che le rivalità che si erano create durante la presidenza avrebbero ben presto portato a posizioni non più riconciliabili. Tali attriti divennero infine palesi quando, in ottemperanza alla prassi in uso dello spoils system, nonostante Burr avesse presentato la lista più corta di suoi fedeli che proponeva ufficialmente per delle cariche, solo 2 dei 5 candidati ricevettero un posto, e quando Jefferson si rifiutò di assegnare una carica a Matthew L. Davis. Tale atteggiamento indusse persino l'allora segretario del tesoro Albert Gallatin a chiedere ufficialmente in una lettera indirizzata al presidente Jefferson se egli intendesse continuare ad appoggiare Burr nella sua carica. Nonostante l'insistenza della richiesta, Gallatin non ricevette mai una risposta. Appare però probabile che il piano per ostacolare la carriera di Burr non fosse stato ideato da Jefferson, ma che avesse avuto origine a New York, dove le famiglie Clinton e Livingston, originariamente rivali politiche, temendo di poter perdere troppo potere, decisero di allearsi per orchestrare un complesso complotto politico nei confronti di Burr.

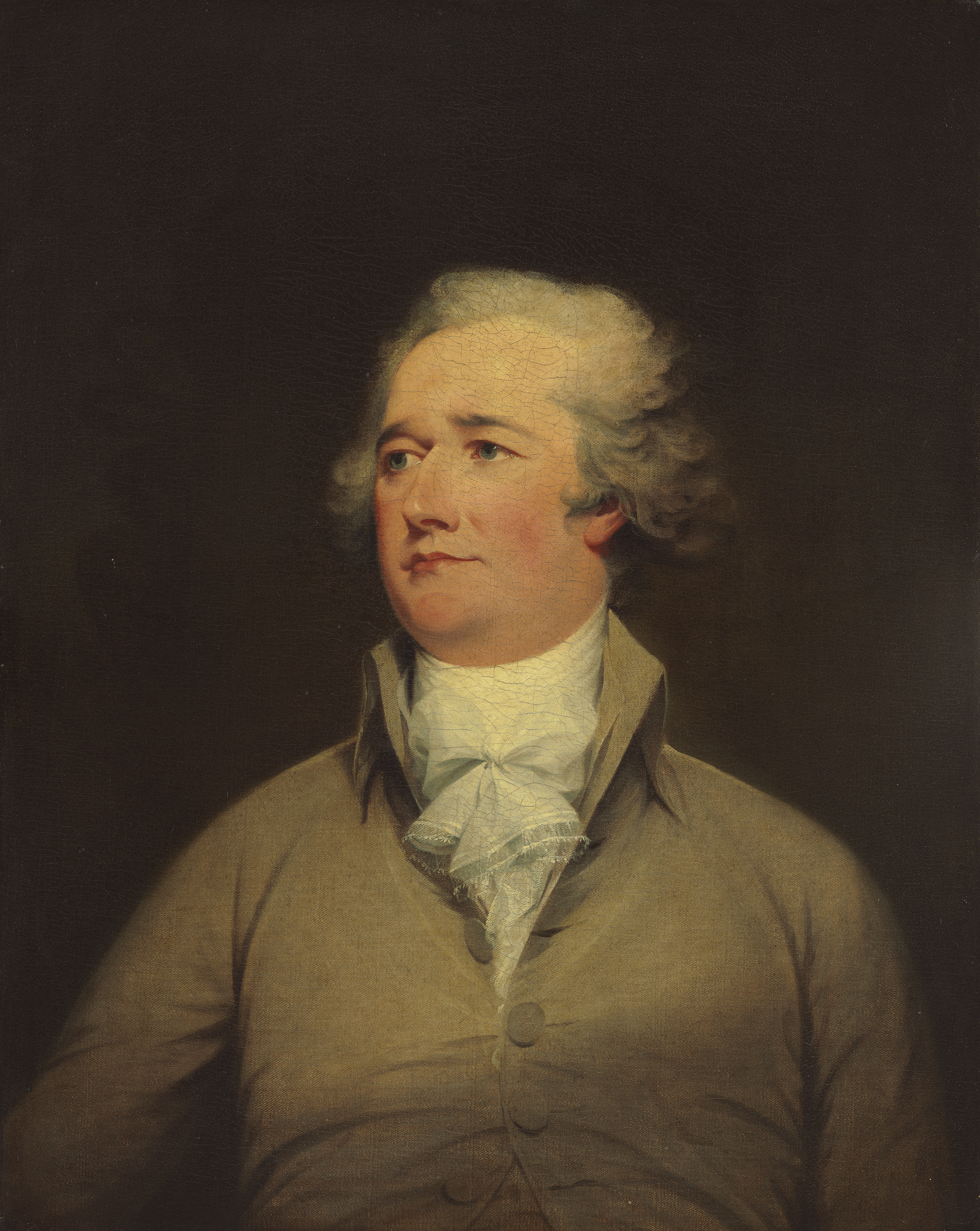
Alexander Hamilton

Questo conflitto politico ebbe in seguito, nel corso degli anni tra il 1802 e il 1804, il suo periodo più intenso nel corso della cosiddetta Pamphlet war. L'intenzione dei federalisti era quella di pubblicare un pamphlet scritto da John Wood, nel quale si criticava apertamente e senza mezzi termini l'operato di Burr. L'articolo era stato scritto con toni talmente accesi e diffamatori che lo stesso Burr ritenne necessario evitare una sua pubblicazione, tanto che propose a James Cheetham, l'allora editore del quotidiano di stampo federalista American Citizen, di acquistare l'intera edizione per risarcirlo dei costi di stampa e allo stesso tempo per prevenire la sua pubblicazione. Cheetham, però, dopo essere stato informato delle intenzioni di Burr, lo accusò di censura, ravvivando ancor più il dibattito. A questo punto, per evitare che la situazione potesse scappare di mano, Burr decise di astenersi dal rispondere alle accuse dei federalisti e di promuovere invece, grazie all'aiuto di Peter Irving, la fondazione di un proprio giornale, intitolato Morning Chronicle. Negli anni successivi il Morning Chronicle pubblicò diverse lettere scritte da lettori anonimi che prendevano le difese di Burr. Non è però escluso che molte di queste siano state scritte da suoi sostenitori o persino da lui stesso. Di rilievo fu un pamphlet pubblicato con lo pseudonimo di Aristides, scritto da William P. Van Ness, che prendeva le difese di Burr e che si intitolava An Examination of the Various Charges Exhibited against Aaron Burr and a Development of the Characters and Views of his Political Opponents. Questo testo dai contenuti polemici divenne, grazie anche alla sua qualità letteraria, talmente popolare che il numero di copie vendute superò quelle nello stesso periodo del Senso comune.
Sia da parte del partito repubblicano sia di quello federalista vi erano seri dubbi sulla lealtà di Burr e sulle sue reali intenzioni. Questo clima di sospetto si accentuò ancor di più quando, in seguito alle "nomine di mezzanotte" avvenute nelle ultime ore del mandato di John Adams per conto dei federalisti, il neoeletto governo fu chiamato a votare per annullare le decisioni prese dall'amministrazione uscente. Come era avvenuto anche per l'elezione presidenziale del 1800, i repubblicani disponevano di una maggioranza risicata e il voto di Burr divenne quindi decisivo. Con lo stupore di molti dei suoi sostenitori egli non approvò il disegno di legge, fatto che da molti fu interpretato come un avvertimento. Quando poi il clima nei suoi confronti divenne ancora più ostile, in occasione della ricorrenza del compleanno di George Washington, che era morto tre anni prima, Burr si presentò in segno di protesta a un banchetto organizzato dai federalisti, dove brindò all'alleanza di tutti gli uomini onesti.
Verso la fine del proprio mandato da vicepresidente Burr si rese conto che una sua rielezione era alquanto improbabile e decise pertanto di candidarsi alle elezioni per divenire governatore dello Stato di New York, sperando che l'opposizione federalista lo appoggiasse nella campagna elettorale. Secondo alcuni, però, con il pretesto di volersi candidare come governatore Burr stava tramando qualche oscuro complotto. Tale ipotesi fu fortemente sostenuta da Henry Adams, il quale accusò Burr di essersi alleato con Timothy Pickering, un membro della Essex Junto, un movimento politico il cui fine era quello di raggiungere la secessione del New England dall'Unione. La storiografia più recente tende però a giudicare poco probabile tale ipotesi e anche l'influenza e la dimensione di questo movimento che intendeva raggiungere la secessione del New England è stata rivalutata.

#### Il duello con Hamilton
Nell'elezione del 1804 Burr subì una clamorosa sconfitta nei confronti del candidato repubblicano Morgan Lewis e immediatamente sospettò che l'artefice di tale debacle potesse essere Hamilton. Quest'ultimo, infatti, aveva trascorso la maggior parte degli ultimi mesi a inviare lettere ai diversi esponenti del partito federalista, mettendoli in guardia da Burr affinché non lo sostenessero nella campagna elettorale; inoltre Hamilton fece alcune pesanti affermazioni riguardo al suo rivale in occasione di una cena tenutasi ad Albany, che divennero in seguito di dominio pubblico. Burr, a questo punto, si sentì talmente ferito nell'onore che sfidò Hamilton a duello, nonostante l'allora legge in vigore nello stato di New York proibisse tale attività. Pertanto gli sfidanti si incontrarono sull'altra sponda del fiume Hudson, nello stato del New Jersey, dove la legge in materia di duelli era più permissiva.
L'incontro si tenne la mattina dell'11 luglio 1804; nel corso del duello Hamilton venne ferito a morte con un colpo di pistola all'addome. Burr, temendo di poter essere arrestato, si rifugiò per un periodo negli stati del sud e a Filadelfia, ma fece infine ritorno a Washington, riassumendo la sua carica pubblica di vicepresidente. In seguito all'incidente, lo stato del New Jersey avviò un processo nei suoi confronti per omicidio, da cui fu però pienamente assolto. L'ultimo periodo del suo mandato fu dedicato a condurre la commissione d'inchiesta contro le "nomine di mezzanotte" in quello che in seguito divenne famoso come il caso Marbury contro Madison. Il 2 marzo 1805 Burr tenne il suo ultimo discorso prima che il giorno dopo terminasse il suo mandato.

### Complotto e processo

#### Il complotto tramato da Burr

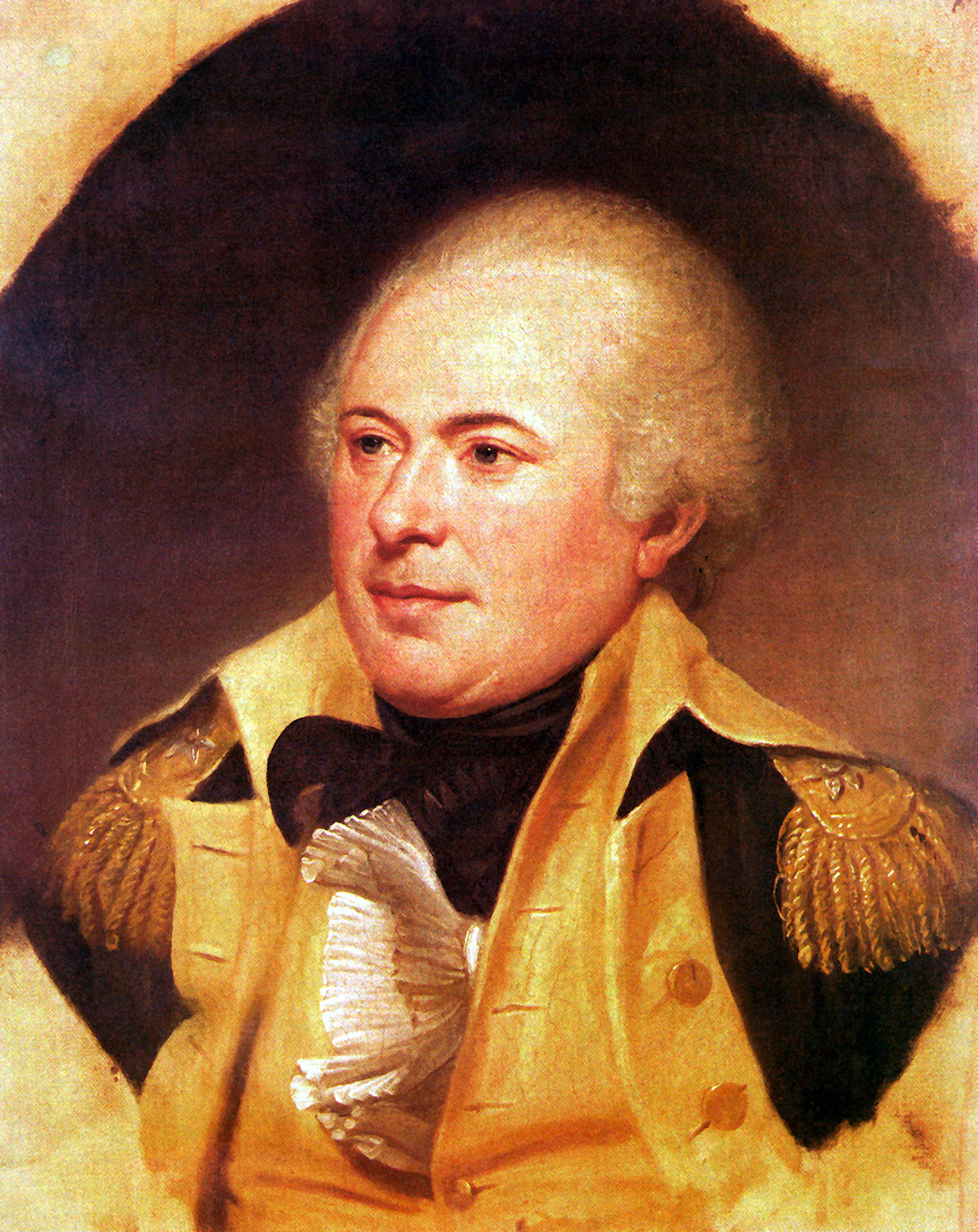
James Wilkinson era uno dei presunti cooperatori di Burr e allo stesso tempo una spia della corona spagnola

Nel 1805 sembrava che la carriera politica di Burr, dopo innumerevoli alti e bassi, fosse definitivamente conclusa, con la fine del mandato da vicepresidente, la mancata elezione a governatore e una situazione finanziaria sull'orlo della bancarotta. Burr si spostò quindi a ovest e cominciò a delineare i piani di un ambizioso progetto che passò alla storia come Burr conspiracy. Infatti, in seguito all'acquisto della Louisiana e a una disputa sui confini dei nuovi territori, si era creato un contenzioso tra Stati Uniti e Messico. La probabile intenzione di Burr era quella di emergere in un potenziale conflitto, guidando un esercito rivoluzionario che avrebbe reso indipendenti queste regioni sotto la sua guida. Pertanto si consultò con l'allora comandante generale dell'esercito statunitense James Wilkinson, che dal 1805 era diventato, su raccomandazione di Burr, governatore del Territorio della Louisiana e che voleva nominare secondo in comando della sua spedizione. Burr non sapeva però che Wilkinson era una spia che operava per conto della Spagna e che inviava regolarmente informazioni al ministero degli esteri spagnolo.
Burr si prodigò per cercare supporto e finanziamenti alla sua causa, intessendo trattative con spagnoli, inglesi e americani. Iniziò a costruire una flotta di imbarcazioni che avrebbero dovuto trasportare lui e alcuni dei suoi fedelissimi a sud, navigando sul fiume Mississippi. Se pure avesse dichiarato che le sue intenzioni fossero quelle di raggiungere le terre lungo l'Ouachita River, che alcuni anni addietro aveva acquisito, molti dei suoi contemporanei sospettarono che Burr stesse tramando qualche oscuro piano e lo accusarono di voler conquistare un regno nell'ancora selvaggio occidente, o di cospirare per far secedere alcuni Stati o impadronirsi del potere con la forza.
D'altro canto Burr stesso rilasciò molte dichiarazioni, tra di loro contrastanti, sulle sue reali intenzioni. Henry Adams fu il primo a visionare gli atti depositati presso gli archivi inglesi e spagnoli, nei quali si riportava l'intenzione di Burr di attaccare la capitale Washington, dando credito a tali informazioni. Negli anni '90 e 2000, però, gli storici hanno messo in dubbio tali affermazioni, sostenendo che molto probabilmente Burr abbia raccontato tale bugia al diplomatico britannico Anthony Merry per poter finanziare la sua spedizione. Ciò nonostante, molti degli storici ritennero Burr colpevole delle accuse che gli furono ascritte, come ad esempio fecero Thomas Abernathy nel 1954 e Francis F. Beirne nel 1959. Anche Sean Wilentz nel 2005 ritenne probabile che le intenzioni di Burr fossero state quelle di organizzare una secessione di alcuni dei territori, anche se secondo Wilentz tale complotto non rappresentò mai un pericolo per l'integrità degli Stati Uniti.

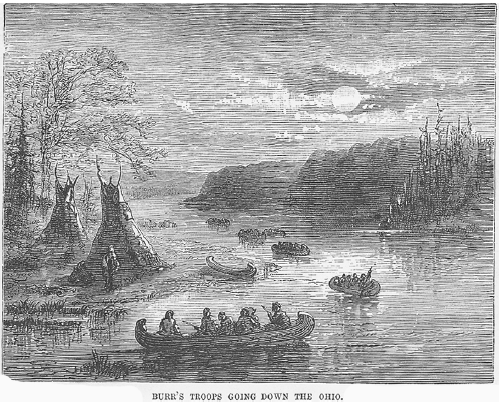
"Le truppe di Burr", illustrazione di un testo scolastico del 1880

Secondo Nancy Isenberg, invece, le intenzioni di Burr erano quelle di preparare una spedizione militare verso i territori controllati dalla corona spagnola, in vista di una possibile guerra con la Spagna, che gli avrebbe permesso di partecipare ai saccheggi. Tali intenzioni non sarebbero state nulla di inusuale per quel periodo, dal momento che i capitani si erano dati alla pirateria e attaccavano le navi nemiche saccheggiandole. Secondo un'ipotesi avanzata da Peter Charles Hoffer nel 2008, Burr avrebbe, invece, con i suoi presunti piani di conquista, organizzato una delle più grandi frodi della storia, riuscendo a convincere molti dei suoi finanziatori a spendere ingenti somme nei suoi piani. Le notizie false che in seguito circolarono su presunti eserciti sotto il comando di Burr avrebbero reso solo più facile raggirare i suoi finanziatori che, venuti a conoscenza di tali notizie, potevano convincersi del successo di Burr.
Ad ogni modo, scongiurato il pericolo di una guerra con la Spagna, Wilkinson decise di sfruttare l'occasione per ingraziarsi gli Stati Uniti e informò il presidente Jefferson della cospirazione di Burr, che prevedeva di attaccare la città di New Orleans. Jefferson di conseguenza informò tutti i governatori di aumentare il livello di guardia e tenne un discorso dinanzi al Congresso nel quale affermò di non avere dubbi sulle oscure intenzioni di Burr. Venuto a conoscenza di essere ricercato dalle autorità, Burr cercò di fuggire nei territori spagnoli, ma fu infine catturato e arrestato.

#### Il processo per tradimento

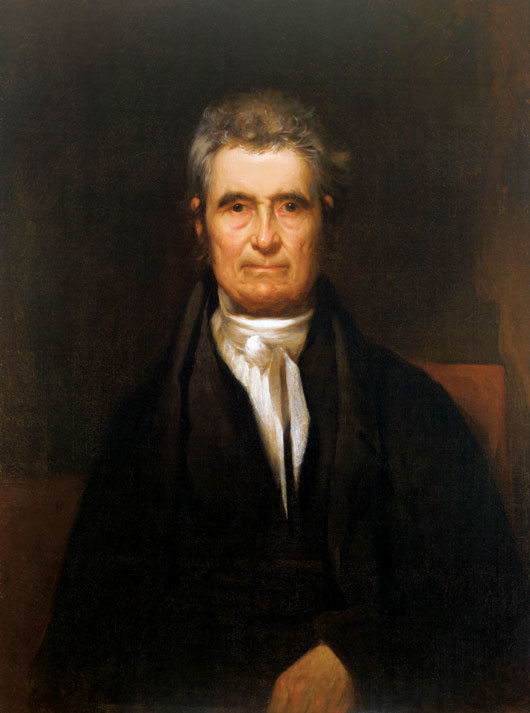
John Marshall, primo giudice della corte suprema durante il primo mandato di Jefferson

Burr venne accusato di condotta disonorevole e di alto tradimento, crimini per i quali erano previsti la pena di morte o quantomeno l'ergastolo. Il processo fu affidata alla corte di Richmond, in Virginia, e il compito di giudicarlo assegnato al presidente della Corte suprema degli Stati Uniti d'America John Marshall. L'udienza iniziò il 22 maggio 1807 ed ebbe una portata tale che, durante i quattro mesi di durata, la popolazione della piccola città raddoppiò a causa della folla di curiosi che si era recata sul posto. Il processo fu da ogni punto di vista un evento senza precedenti nella storia degli Stati Uniti: lo Stato spese oltre 100 000 dollari per l'accusa e fece deporre oltre 140 testimoni, provenienti da tutti gli stati federati dell'epoca.
In seguito al caso Marbury contro Madison, i rapporti tra l'amministrazione Jefferson e il giudice Marshall erano molto tesi; ciò nonostante, dalla corrispondenza inviata al District Attorney George Hay, si apprese che la maggiore pressione politica affinché Burr venisse condannato non proveniva dal giudice Marshall, ma dallo stesso presidente. Infatti, se pure Jefferson non si sia mai recato di persona al processo durante i quattro mesi nei quali Burr fu sotto accusa, egli inviò durante questo periodo più di una lettera al giorno a Hay, suggerendogli i capi d'accusa e quali misure prendere nei confronti di Burr.
Burr a sua volte assunse sei dei migliori avvocati dell'epoca, tra i quali vi erano anche Charles Lee e Luther Martin, che accettarono di difenderlo in tribunale senza pretendere nessun compenso. Per dimostrare l'innocenza di Burr, lo staff di avvocati ritenne necessario far deporre anche il presidente Jefferson, incaricandolo di portare con sé alcuni documenti che avrebbero potuto provare l'innocenza di Burr. Nonostante Jefferson non si sia mai presentato sul banco dei testimoni, egli informò Hay di aver ordinato una ricerca negli archivi federali dei documenti richiesti, gesto che da molti storici fu però in seguito valutato come un'insubordinazione di Jefferson nei confronti della corte. In ogni caso la giuria ritenne Burr non colpevole dei reati dei quali fu accusato per insufficienza di prove, fatto che gli permise di essere rilasciato.

### Esilio in Europa

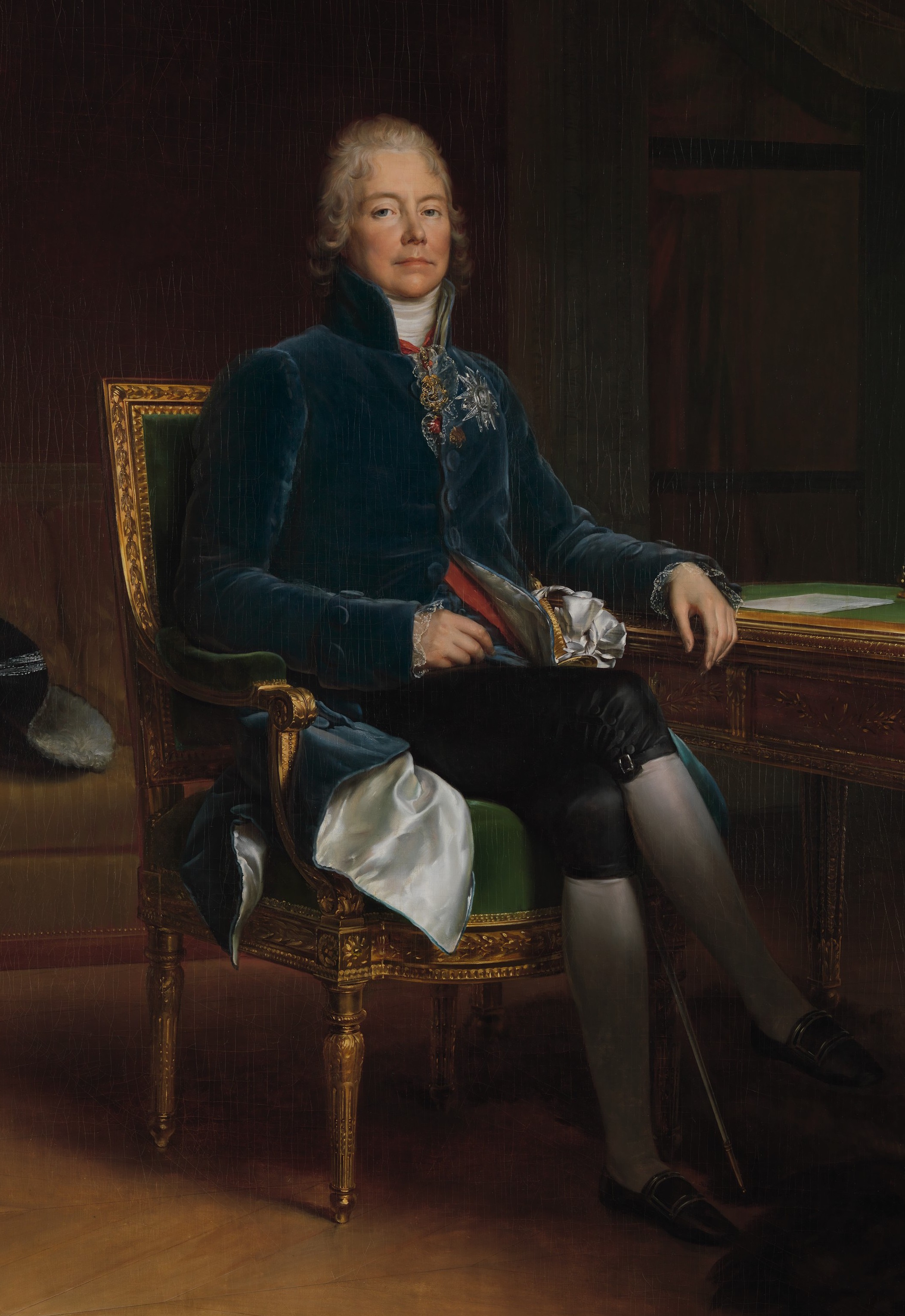
L'influente ministro degli esteri francese Talleyrand rifiutò di ricevere Burr a causa dell'omicidio di Hamilton

Dopo il processo Burr dovette affrontare un'opinione pubblica ostile nei suoi confronti, tanto che durante il suo viaggio di ritorno verso New York, alla notizia del suo arrivo nella città di Baltimora la popolazione organizzò un blocco stradale e una dimostrazione nel corso della quale furono bruciati dei pupazzi di paglia che rappresentavano Burr, Blennerhassett, Luther Martin e il giudice Marshall. Ormai emarginato da molti dei suoi contemporanei, oggetto di frequenti minacce, assillato dai creditori e con la paura che qualche giudice o tribunale avrebbero potuto riprendere i capi di imputazione, arrestarlo e giudicarlo nuovamente, Burr si rifugiò presso alcuni suoi amici fino a quando, nel 1808, decise di lasciare gli Stati Uniti alla volta del Regno Unito. La maggior parte delle informazioni su Burr riguardo a questo periodo provengono dal suo diario, che scrisse per la figlia Theodosia. Accanto alle indicazioni di alcune fugaci relazioni sentimentali, Burr riportò anche l'intenzione di mettere in atto un piano con l'aiuto del Regno Unito che gli avrebbe permesso di diventare imperatore del Messico. Contattò quindi il ministro degli esteri di sua maestà, Robert Stewart, che però non diede alcun supporto a Burr. Il Regno Unito aveva appena appoggiato una rivolta in Spagna contro il re messo sul trono da Napoleone Bonaparte, il fratello maggiore Giuseppe, e non intendeva sprecare le proprie risorse in avventure oltre oceano. Nel marzo 1809 le autorità inglesi, molto probabilmente su richiesta dell'ambasciatore spagnolo, fecero quindi arrestare Burr, il quale lasciò la Gran Bretagna alla volta di Svezia e Danimarca, dove rimase per i successivi sei mesi.
Burr non si perse d'animo e, convinto di poter convincere Napoleone a finanziare i suoi piani, partì alla volta dell'impero francese. Le autorità gli negarono tuttavia il visto; così Burr dovette soggiornare per due mesi ad Altona prima che il console Louis Antoine Fauvelet de Bourrienne gli fornisse l'autorizzazione a raggiungere Amburgo e in seguito Francoforte sul Meno e Magonza, dove ottenne il visto per la Francia. Giunto a Parigi, non riuscì a farsi ricevere da Napoleone in persona e neanche dal ministro degli esteri francese Charles-Maurice de Talleyrand-Périgord, ma ricevette udienza da Jean-Baptiste Nompère de Champagny. Alcuni documenti provenienti dagli archivi francesi testimoniano che Burr propose a Nompère di riannettere i territori della Louisiana alla Francia. Burr preparò quindi una relazione dettagliata per Napoleone, anche se non è noto se tale rapporto sia mai stato sottoposto all'attenzione dell'imperatore. Dopo qualche tempo, però, le proposte di Burr furono ignorate, specialmente dopo che iniziarono a circolare voci che fosse coinvolto nella fuga del ministro della polizia francese Joseph Fouché, che in segreto stava trattando la pace con gli inglesi.
Tutti i piani di Burr di conquistare il Messico erano quindi falliti e la sua situazione finanziaria andò via via peggiorando. Dopo che le autorità francesi gli proibirono di lasciare il paese, Burr si rivolse all'ambasciata americana a Parigi, il cui rappresentante era Alexander MacRae, uno degli avvocati che avevano condotto l'accusa contro Burr. Dopo che anche l'ambasciata gli negò un passaporto, nel 1811 Burr riuscì a raggiungere i Paesi Bassi, da dove s'imbarcò alla volta dell'Inghilterra. Nonostante in Gran Bretagna Burr fosse persona non grata, riuscì a contattare l'Alien Office, dove, dopo aver spiegato la sua situazione, ottenne un passaporto e il biglietto per imbarcarsi sul primo veliero che partiva alla volta degli Stati Uniti. Il 4 aprile 1812 Burr mise piede negli Stati Uniti, sotto falso nome, con un passaporto a nome di "Adolphus Arnot", per la prima volta dopo quasi quattro anni.

### Gli ultimi anni
Dopo essere tornato negli Stati Uniti ed essere venuto a conoscenza che anche lo Stato dell'Ohio aveva archiviato il processo nei suoi confronti, Burr non fece più uso del suo passaporto falso, ma si presentò con il suo vero nome. Con l'aiuto degli amici e colleghi di lunga data Timothy Green e Robert Troup aprì un nuovo studio legale a New York, riprese a esercitare la professione e riallacciò i rapporti con alcuni colleghi e con la corte suprema. Ben presto ebbe nuovamente un discreto numero di clienti e ciò gli permise di tornare a un tenore di vita agiato.

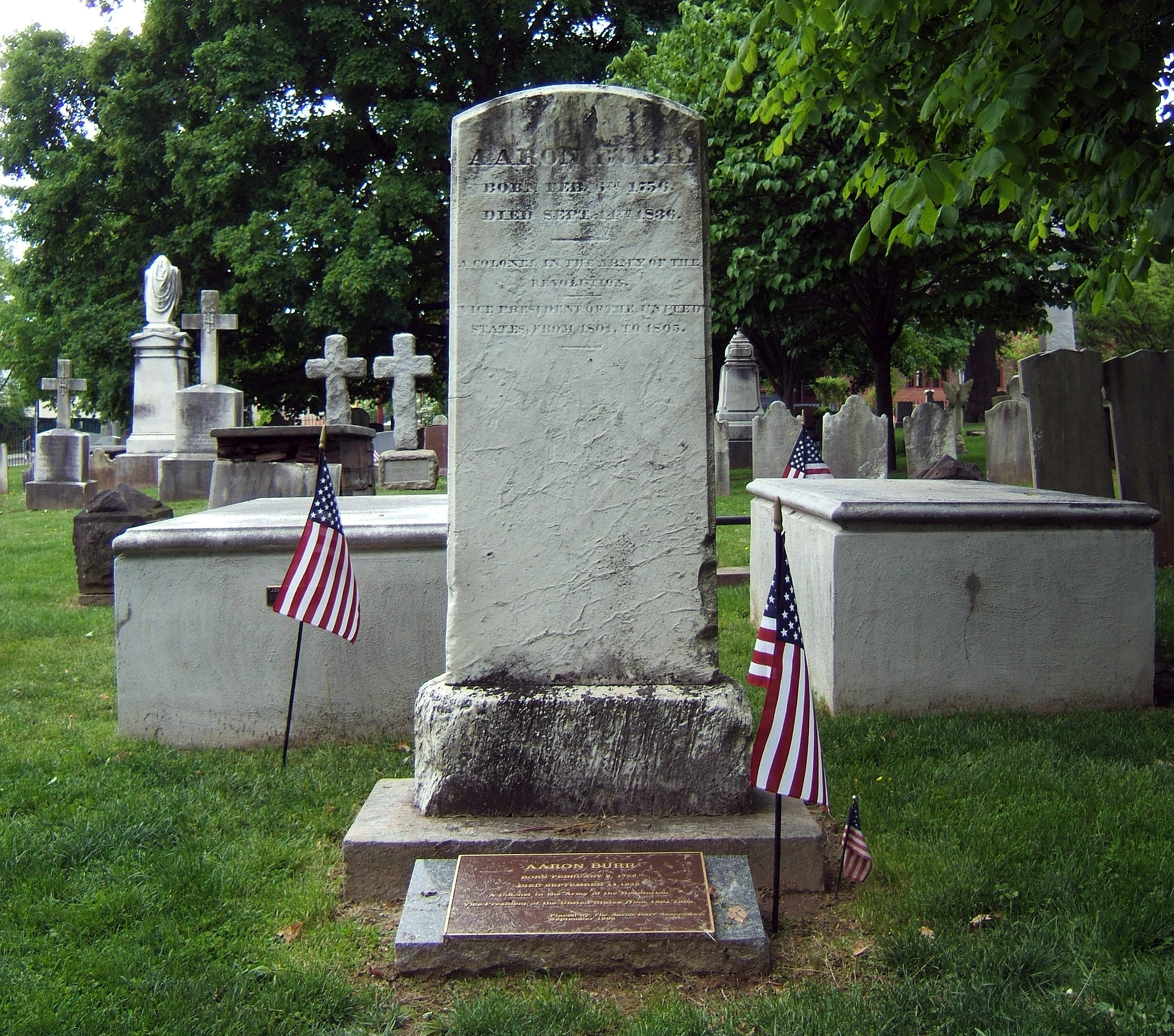
La tomba di Burr a Princeton

Tuttavia questi ultimi anni furono caratterizzati da alcuni lutti che lo segnarono profondamente. A luglio morì il nipote di soli 11 anni. Poi, nel gennaio del 1813, non si ebbero più notizie del veliero Patriot, con a bordo sua figlia Theodosia, che nel frattempo si era sposata con il ricco possidente terriero Joseph Alston, eletto nel 1812 governatore della Carolina del Sud. Per un certo periodo circolò la notizia non confermata che la nave fosse stata attaccata dai pirati e che Theodosia fosse stata presa ostaggio, o che l'equipaggio avesse deciso di darsi alla pirateria; tuttavia la spiegazione più plausibile pare quella che la nave sia affondata durante una tempesta al largo di Charleston. La grave perdita subita spinse Burr a interessarsi e prendersi cura di alcuni bambini conoscenti, tra cui le tre figlie di Medcef Eden, uno dei suoi principali clienti. È probabile inoltre che alcuni dei figli che adottò, come in seguito fu dimostrato per Aaron Columbus Burr, fossero suoi.
In base ai racconti di alcuni contemporanei, alla tradizione orale e alle storie di famiglia, Aaron Burr avrebbe avuto inoltre due figli illegittimi da una governante haitiana, che potrebbe essere stata anche un'indiana dell'Est, che lavorava nella sua casa di Filadelfia durante il suo primo matrimonio. John (o Jean) Pierre Burr, il più giovane dei due, nacque nel 1792 nel New Jersey o a Filadelfia da Mary Emmons, nota anche come Eugénie Beauharnais, una domestica o governante della famiglia di Aaron Burr e della sua prima moglie Theodosia Bartow Prevost. Prima di essere portata a Filadelfia, si dice che Mary/Eugénie abbia vissuto e lavorato ad Haiti o a Saint-Domingue; una prima fonte afferma che sia nata lì, mentre altre fonti suggeriscono che fosse originaria di Calcutta. Potrebbe essere stata portata a Filadelfia dal primo marito di Theodosia, Jacques Marcus Prevost, un ufficiale militare britannico di stanza nelle Indie Occidentali all'inizio del 1770.
Nonostante in tutti i processi fosse stato assolto, la nomea di assassino e traditore della patria lo perseguitò ancora per molti anni e non capitava di rado che i genitori, alla vista di Burr, lo indicassero ai propri figli per mostrar loro la fine che facevano assassini e traditori. Inoltre, in occasione di un suo viaggio, ebbe occasione di visitare una mostra itinerante di figure in cera, nella quale vide la ricostruzione della scena del duello con Hamilton. Il tutto era infine commentato da un cartello sul quale si leggeva: «O Burr, o Burr, cosa hai fatto? Hai ucciso il grande Hamilton! Ti nascondi dietro un cespuglio con le spine dopo averlo ucciso con un colpo di pistola!» Il 1º luglio 1833, all'età di 77 anni, Burr sposò la cinquantottenne Eliza Bowen Jumel, una donna di umili origini e con un passato oscuro (era stata probabilmente anche una prostituta, che era diventata una ricca, ambiziosa ed eccentrica vedova e socialite). Molto probabilmente Burr la sposò perché era una delle donne più ricche degli Stati Uniti, che gli avrebbe garantito una vecchiaia più che agiata. Poco dopo il matrimonio iniziarono però ad affiorare contrasti insanabili tra i due: Burr iniziò a spendere generosamente il denaro della moglie e, dopo solo un anno, la donna chiese il divorzio, accusando il marito di adulterio. Nel conseguente processo Eliza Bowen Jumel si fece rappresentare dall'avvocato Alexander Hamilton Jr., figlio di Hamilton, suscitando l'attenzione dell'opinione pubblica. Il 1º settembre 1836 il tribunale confermò il divorzio e due settimane più tardi, il 14 settembre 1836, Burr, che all'epoca si trovava nel villaggio di Port Richmond a Staten Island, morì. Venne sepolto presso il cimitero di Princeton.

## Aaron Burr nella cultura di massa
Inevitabilmente a causa dei suoi trascorsi, Aaron Burr fu frequentemente sottoposto a giudizi da parte dell'opinione pubblica e a tutt'oggi resta una delle figure più controverse della storia degli Stati Uniti; tanto che lo stesso settimanale The Times lo definì nel 2008 il peggior vicepresidente americano di tutti i tempi. Nonostante sia stato completamente scagionato dall'accusa di alto tradimento nel corso del processo che si tenne nel 1807, l'opinione pubblica lo valuta al pari di Benedict Arnold, e per molti cittadini americani rappresenta ancora, dopo oltre duecento anni, il traditore per antonomasia. Tra le maggiori cause della sua pessima immagine pubblica vi sono l'arringa di William Wirt successivamente intitolata Who is Blennerhassett? che fu riportata in innumerevoli testi scolastici come un eccelso esempio di retorica; in essa si paragona Burr a una serpe che si è introdotta furtivamente nel Giardino dell'Eden che Harmann Blennerhassett si era creato sulla sua isola lungo il fiume Ohio. Ad accentuare ulteriormente i risentimenti nei confronti della sua persona influì sicuramente anche il fatto che le relazioni tra Burr e molti dei padri fondatori, quali Washington, Jefferson e Hamilton, fossero estremamente tese.

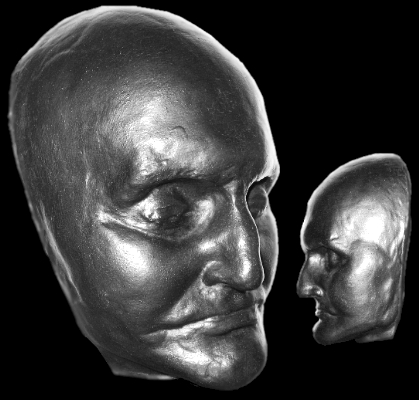
La maschera mortuaria di Burr

Il giudizio della maggior parte degli storici nei confronti di Burr è negativo. Henry Adams nel 1881 scrisse una biografia su di lui, ma distrusse l'unica copia esistente dopo che il suo editore si rifiutò di pubblicarla. Nonostante Adams non sia riuscito a pubblicare la biografia di Burr, le ipotesi del complotto che presumibilmente Burr avrebbe tramato a discapito del governo federale occupano una buona parte della sua edizione in nove volumi pubblicata tra il 1889 e il 1891 intitolata History of the United States During the Administrations of Thomas Jefferson and James Madison. Nella sua opera Adams descrive Burr come uno spietato opportunista e arriva al punto da definirlo il Mefistofele della politica. Tra le principali opere che invece prendono le difese di Burr, va citata la sua stessa autobiografia pubblicata postuma dal suo amico Matthew L. Davis. Altre opere più benevole nei confronti di Burr furono la biografia di James Parton pubblicata nel 1892, la biografia pubblicata in due volumi tra il 1979 e il 1982 di Milton Lomask e la più recente biografia pubblicata nel 2007 da Nancy Isenberg.
La pubblicazione delle memorie di Burr nel 1978 su microfilm e in seguito nel 1983 su carta non aiutarono a gettare luce sugli aspetti più controversi di questa figura. Molti dei documenti che avrebbero potuto fare chiarezza su alcune vicende a tutt'oggi oscure andarono infatti persi in seguito al naufragio nel quale sparì anche la figlia Theodosia, mentre la restante parte dei documenti fu distrutta dallo stesso Davis. Mentre per la maggior parte dei padri fondatori le informazioni raccolte dagli storici comprendono diverse decine di volumi, le uniche notizie disponibili su Aaron Burr sono raccolte in due volumi. La maggior parte delle informazioni deriva inoltre da libri contabili dello stesso Burr, nei quali egli annotò i suoi acquisti e le sue vendite. Secondo alcune ricerche condotte dallo storico Gordon S. Wood, il concetto di politica dal punto di vista di Burr potrebbe essere riassunto nelle tre parole: fun, honor & profit. Sempre secondo Wood questa sarebbe la maggiore differenza con gli altri padri fondatori: mentre per Jefferson e Hamilton la politica era un servizio alla comunità, secondo Wood per Burr la politica non era altro che un modo per meglio rappresentare i propri interessi.
Anche la narrativa si interessò alla persona di Burr. Esagerando i suoi proverbiali appetiti sessuali, alcuni autori lo caratterizzarono come l'eroe di diversi romanzi a sfondo erotico o pornografico, quale ad esempio il romanzo del 1861 The Amorous Intrigues and Adventures of Aaron Burr. L'immagine di Burr traditore della patria e figura diabolica fu ulteriormente accentuata nel 1931, quando per la prima volta fu presentato a Broadway da Booth Tarkington un dramma dal titolo Colonel Satan, or A Night in the Life of Aaron Burr. Inoltre la persona di Burr fu citata in innumerevoli opere minori e quasi sempre fu oggetto di aspre critiche. Non di rado fu paragonato a Caino e per alcuni rappresentò l'equivalente di Catilina. Tra i libri che ne offrono un ritratto meno negativo, degno di nota è il romanzo storico Burr, pubblicato nel 1973 da Gore Vidal, che è una rivisitazione degli anni 1775-1808 negli Stati Uniti dal punto di vista di Burr; in esso l'autore cercò sia di restituire parte della dignità alla persona di Burr sia di ricostruire la verità storica, mettendo in discussione l'immagine tradizionale dei padri fondatori.